# The Fly (ópera)
The Fly (título original en inglés; en español, La mosca) es una ópera en dos actos con música del compositor canadiense Howard Shore y libreto de David Henry Hwang. Fue un encargo del Théâtre du Châtelet en París, donde se estrenó el 2 de julio de 2008, y por Edgar Baitzel, entonces director de la Ópera de Los Ángeles, donde la ópera se representó por vez primera el 7 de septiembre de 2008. La obra fue retransmitida por la cadena de Radio France France Musique el 2 de agosto de 2008. En las estadísticas de Operabase aparece con dos representaciones en el período 2005-2010, siendo la primera y única de Shore que aparece.
La ópera se basa vagamente en la película de 1986 de David Cronenberg The Fly que se basó en el cuento homónimo de George Langelaan. Shore también escribió una partitura, no relacionada con la ópera, para la película.